# シン・シティ
『シン・シティ』（原題：Sin City）は、2005年公開のアメリカ映画。監督は、フランク・ミラーとロバート・ロドリゲスの共同としてクレジットされているほか、特別ゲスト監督としてクエンティン・タランティーノが後述するエピソード (EP) の1つを担当している。
フランク・ミラーによるコミック『シン・シティ』を映画化したもので、原作での4つのEPを再構成し、相互に関連した3つのEPとしてまとめられている。これら3つのEPは時系列が入れ替えられており、時系列順では、オープニング→EP.3→EP.1→EP.2→エンディングとなる。
全米週末興行収入成績初登場第1位（2005年4月1日-3日付）。日本においてはR15+指定。

## ストーリー

### オープニング
犯罪がうずまき、悪徳と欲望が栄えるベイシン・シティは、いつしか罪の街（シン・シティ）と呼ばれるようになっていた。
パーティ会場を抜け出した女に、一人の男がそっと近づいてきた。男は彼女の悲しみと孤独を見抜いて、彼女に煙草を勧める。震える女を抱き寄せ、愛を囁きかける。そして女が彼に気を許した瞬間、男は彼女を射殺する。
仕事を終えた殺し屋ザ・マンは、女の小切手を奪って現金に変えた。

### EP1「ハード グッバイ」
強面な大男であるマーヴは酒場でゴールディという美女と出会い、ホテルにて一夜を共にする。しかし彼が目を覚ますとゴールディは死んでおり、直後に警官隊が駆けつけてくる。
辛くもホテルから脱出したマーヴは、ゴールディを殺し自分を陥れた犯人に復讐すべく、保護観察官ルシールの助けを借りつつ犯人探しを始める。そして殺人鬼であるケビンとの戦い、ゴールディの双子の姉であるウェンディと出会ううちに、彼は犯行を企てたのが国を裏から牛耳る有力者、ロアーク枢機卿であることを突き止める。ロアーク枢機卿とケビンは食人行為を共有しており、それを知ってしまったゴールディは自らの身を守るためにマーヴを頼り、しかし殺されてしまったのだ。
マーヴはこれが自分の妄想ではない事を確かめようと娼婦街を歩き回ってゴールディの縁者を探し、彼を犯人と思い込むウェンディの誤解を解いて、全てが現実である事を確信する。その強面のせいで一度も女を抱いたことがなかったマーヴを、打算づくとはいえゴールディは愛してくれた。マーヴは一度は敗北したケビンに逆襲して彼を生きたまま解体して犬に喰わせ、友人のダンサーであるナンシーにウェンディを預け、ついにロアーク卿の教会に乗り込む。マーヴはロアーク枢機卿を殺害するも、警官隊の銃撃を受けてしまう。
一命を取り留めたマーヴは、ロアーク枢機卿たちの分まで罪を着せられ、刑務所で処刑を待つばかりの身となった。そんなマーヴのもとをウェンディが訪れる。マーヴは彼女をゴールディと勘違いしたことを謝罪するが、ウェンディはそのまま彼と一夜を共にする。翌日、マーヴは電気椅子で処刑されるが、彼の脳裏にはゴールディとの一夜が焼き付いていた。

### EP2「ビッグ ファット キル」
死刑宣告を受けながら顔を変えてシン・シティに戻ってきた男ドワイト。恋人であるシェリーに手下と共にしつこく付きまとうジャッキーボーイに対し、ドワイトはきつい制裁を加えて追い返すことに成功する。しかし、妙な胸騒ぎを覚えたドワイトは、シェリーの制止を振り切って彼らの車を追いかける。
ジャッキーボーイはドワイトの元恋人であるゲイルが仕切る娼婦街へ赴く。彼はそこで見つけた娼婦ベッキーを無理やり連れて行こうとして拳銃を取り出すが、それは娼婦街のルールを破る行為であった。ルールを破った彼は娼婦街を警備する殺人兵器ミホによって手下もろとも殺害されてしまう。ところがそこでジャッキーボーイの正体は刑事であることが分かり、ゲイルたちはお互い干渉せずという警察とのルールを破ってしまった事が発覚する。このままでは娼婦街は昔の無法地帯に逆戻りしてしまう。
ドワイトは娼婦街を救うため証拠の隠滅を図るが、娼婦街を手に入れようとするマフィアが彼を狙う。底なし沼にジャッキーボーイの死体を沈めようとしたドワイトはマフィアが雇った傭兵部隊の襲撃を受け、危ういところをミホによって救われる。
しかしベッキーの裏切りによって情報を掴んだマフィアの用心棒マヌート一味が、既に娼婦街へと乗り込んできていた。人質となったゲイルとの交換で、ドワイトはジャッキーボーイの死体を一味へ引き渡す。その死体には爆弾が仕掛けられていた。一瞬の不意をついたドワイトは娼婦たちと協力し、マヌート一味を皆殺しにしてゲイルを救い出す。
斯くして、警察との協定違反の証拠となるジャッキボーイの死体は始末され、マヌート一味の末路は娼婦街を狙うマフィアの大ボスへの見せしめとなった。娼婦街の治安は保たれたのである。
- 本EP内でドワイトが車を運転中、助手席に座らせたジャッキーボーイの死体が喋りかけてくるという幻覚を見るシーンが、タランティーノが監督したシーンである。

### EP3「イエロー バスタード」
心臓に持病を持つ老刑事ハーティガンは、連続幼女殺人犯であるロアーク・ジュニアを追い詰めて重傷を負わせ、少女ナンシーを助けることに成功する。ところが相棒であるボブに裏切られ、銃で撃たれてしまう。ハーティガンは少女を救えた事を確信しながら、意識を手放す。
しかしハーティガンは重傷を負いながらも生き長らえていた。ロアーク・ジュニアの父親であるロアーク議員の復讐として、ハーティガンは連続幼女殺人の犯人にされてしまう。だが救助された少女ナンシーだけはハーティガンを信じ、彼に手紙を送り続けた。ハーティガンはその手紙を支えに尋問に耐え続ける。
それから8年後、ナンシーからの手紙が途絶え、彼女が再び狙われていることを知ったハーティガンは、罪を認めて刑務所から出所し、大人となったナンシーに会いに行く。ナンシーは美しいダンサーへと成長していた。再会を喜ぶ二人だが、その近くには治療の副作用で醜く変貌したロアーク・ジュニア（イエローバスタード）が潜んでいた。ナンシーが狙われているというのは、ハーティガンを動かして彼女の居場所を突き止めるための罠だったのだ。
ふとした隙を突かれたハーティガンは、ナンシーをイエローバスタードに誘拐されてしまう。イエローバスタードはナンシーをロアーク一族の農場に閉じ込め、ハーティガンを待ち伏せる。ハーティガンはイエローバスタードの手下を一人ずつ始末しながら、必死に農場へ向かう。
年老いたハーティガンは苦戦を強いられるも、死闘の末に八年前と同じくイエローバスタードを倒して撲殺し、再びナンシーを救い出す。しかし息子を失い家系を絶たれたロアーク上院議員は、執拗に復讐を企むだろう。そうすればナンシーも危ない。
ナンシーをシン・シティへと逃したハーティガンは、ロアークに勝利し、その魔手からナンシーを守れるたったひとつの方法を取る。彼は命を断つことで、これ以上ナンシーが狙われないようにしたのだ。ハーティガンは少女を救えた事を確信しながら、自らの頭を銃で吹き飛ばす。

### エピローグ
娼婦街での抗争から一人逃げ出してきたベッキーは、病院にたどり着いて治療を受けていた。
ベッキーは心配する母親からの電話に、自分が娼婦である事を隠しながら応対する。そんなベッキーの不安と恐怖を見抜き、そっと煙草を勧めてくる一人の医師。ベッキーは彼に心を奪われ、共にエレベーターへと乗り込む。
ザ・マンは次の標的を見定め、ゆっくりと仕事へ取り掛かった。

## キャスト

### EP1「ハード グッバイ」のメイン登場人物
マーヴ
演 - ミッキー・ローク、日本語吹き替え - 安原義人
まるで超人ハルクのような風貌を持つ残忍な怪力男。殺し屋殺しを稼業としている。その姿のため女性に恐れられ、今まで一度も女を抱いたことはなかった。ゴールディの殺害者に対し復讐の念に燃える。場末のバー「ケイディーズ」の常連かつ用心棒のような存在であり、ナンシーとは彼女に絡んできた大学生を片付けて以来の友人。
ゴールディ
演 - ジェイミー・キング
ケイディーズに突如現れ、マーヴと一夜を共にした美しい娼婦。その翌日、何者かに殺害された。
ウェンディ
演 - ジェイミー・キング（二役）
ゴールディの双子の姉。ゴールディの殺害者に対し深い憎悪を持つ。当初はマーヴを犯人と思い込み、娼婦街のまとめ役であるゲイルと共に彼を付け狙う。
ルシール
演 - カーラ・グギノ、日本語吹き替え - 田中敦子
マーヴの保護観察官。マーヴの精神を安定させる薬を持つ。レズビアン。しかしマーヴの関係者だったことが災いしてケビンに襲われ、恋人と片手を喰われた上でロアーク一族の農場に監禁されてしまう。
ケビン
演 - イライジャ・ウッド（セリフなし）
ロアーク一族の農場に住む殺人鬼。食人趣味を持つ。見た目は大人しそうな青年だが恐ろしいまでに俊敏で、マーヴを簡単に倒すほどの力を持つ。EP3でも農場で一人静かに本を読んでいる姿が登場しており、本作の時系列を判断する要素となっている。
パトリック・ヘンリー・ロアーク枢機卿
演 - ルトガー・ハウアー、日本語吹き替え - 大塚芳忠
アメリカを裏から牛耳っている聖職者。ロアーク上院議員の兄。ケビンを寵愛しており、懺悔に現れた彼を諫めるどころか、非道な行為に進んで加わっていた。

### EP2「ビッグ ファット キル」のメイン登場人物
ドワイト・マッカーシー
演 - クライヴ・オーウェン、日本語吹き替え - 堀内賢雄
娼婦街に顔が利くガンマン。過去に犯した罪から逃れるために、顔を整形し身を潜めていた。元恋人ゲイルと娼婦街のために戦う。
ゲイル
演 - ロザリオ・ドーソン、日本語吹き替え - 本田貴子
ドワイトの元恋人で娼婦街の女王。警察と協定を結び、娼婦を自立・武装させ、娼婦街のルールを作る。その為、娼婦街はマフィア・警察も介入出来なくなっている。
シェリー
演 - ブリタニー・マーフィ、日本語吹き替え - 魏涼子
ケイディーズのウェイトレス。ジャッキー・ボーイの元彼女。暴力を振るうジャッキー・ボーイに嫌気がさし、今はドワイトと交際している。
ミホ
演 - デヴォン青木（セリフなし）
娼婦街の女用心棒。二刀流と手裏剣と弓矢の使い手。身体能力は超人並で、戦闘マシーンとも呼ばれる。
ベッキー
演 - アレクシス・ブレデル、日本語吹き替え - 黒河奈美
娼婦街で娼婦として働く少女。母親には絶対に仕事を知られたくないと思っており、娼婦から足を洗うチャンスをうかがっている。
ジャッキー・ボーイ
演 - ベニチオ・デル・トロ、日本語吹き替え - 山路和弘
本名「ジャック・ラファティー」。仲間4人を引き連れ悪事を行うチンピラだが、表の顔は英雄的な刑事。
マヌート
演 - マイケル・クラーク・ダンカン、日本語吹き替え - 銀河万丈
娼婦街の女たちを手にするために陰謀を図るマフィアの用心棒。右目が金色の義眼の大男で拷問のスペシャリスト。ジャッキー・ボーイの死体を求めて、ドワイトを狙う。
ブライアン
演 - トミー・フラナガン
ドワイトを殺すべく雇われた元IRAによる傭兵チームの一人。銃嫌いの爆発物エキスパートで、手榴弾を使う。

### EP3「イエロー バスタード」のメイン登場人物
ジョン・ハーティガン
演 - ブルース・ウィリス、日本語吹き替え - 樋浦勉
額に「X」の傷跡を持つ老刑事。幼女連続強姦殺人魔からナンシーを救おうと奮闘する。心臓病を患っており、退職間際だった。
ナンシー・キャラハン
演 - ジェシカ・アルバ、日本語吹き替え - 小林沙苗
幼女連続強姦殺人魔に命を狙われた少女。ハーティガンに救われてからずっと彼を慕い、手紙を送り続けた。かつては痩せっぽちだったが現在は魅力的に成長し、ケイディーズでダンサーをしている。マーヴとは友人。
ボブ
演 - マイケル・マドセン、日本語吹き替え - 大塚明夫
ハーティガンの相棒。長らく彼と行動を共にしてきたが、殺人鬼の正体がロアークの息子である事から意見が対立し、決別する。しかしそれでもまだお互いに友情を抱いている。
イーサン・ロアーク・ジュニア / イエロー・バスタード
演 - ニック・スタール、日本語吹き替え - 浪川大輔
幼女連続強姦殺人魔でシン・シティの有力議員の息子。かつては美男子と言って良い風貌だったが、ハーティガンによって負わされた傷を治療した際、副作用で全身が不気味な黄色に変色し、身体からは悪臭を臭わせるようになってしまった。
イーサン・ロアーク上院議員
演 - パワーズ・ブース、日本語吹き替え - 若本規夫
枢機卿の弟で街の有力議員。息子のジュニアをひどい目にあわせたハーティガンを憎み、彼に息子の罪を全て着せて復讐を目論む。

### その他
ザ・マン
演 - ジョシュ・ハートネット、日本語吹き替え - 森川智之
紳士に見せかけて女性を口説き、その気にさせてから殺す暗殺者。映画本編では青年だが、原作ではショーン・コネリー風の男である。
彼の登場するオープニングは、フランク・ミラーに映画撮影を納得させるためのテストショットでもあった。
神父
演 - フランク・ミラー（カメオ出演）
マーヴに尋問されたが、彼を怒らせたために殺害される。
その他日本語吹替
宇乃音亜季、加藤将之、樋口あかり、小原雅一、白熊寛嗣、櫛田泰道

## スタッフ
- 監督：フランク・ミラー、ロバート・ロドリゲス、クエンティン・タランティーノ（特別ゲスト監督）
- 原作：フランク・ミラー 『Sin City』
- 脚本：ロバート・ロドリゲス、フランク・ミラー
- 製作：エリザベス・アヴェラン
- 製作総指揮：ボブ・ワインスタイン、ハーヴェイ・ワインスタイン
- 撮影・編集・音響：ロバート・ロドリゲス
- 音楽：ジョン・デブニー、グレーム・レヴェル、ロバート・ロドリゲス
- 美術：ジャネット・スコット
- セット：デヴィッド・ハック、ジャネット・スコット
- 衣装：ニナ・プロクター
- 特殊メイク - デザイン・制作：KNB EFX
- 特殊メイク：ジェイク・ガーバー、シャノン・シェア、ガレット・インメル、クリストファー・アレン・ネルソン、他
- 特技監督・デジタルアーティスト：ジャスティン・メタム（ジ・オルファネイジ）
- 特殊効果コーディネーター：ジョン・マクロード
- 特殊効果：ジェフリー・ノット、ブライアン・モンゴメリー、フランク・W・タランティーノ、他
- 視覚効果 - 監修：ロバート・ロドリゲス、リチャード・マーティン、ダニエル・ルデュク、ティエリー・ドゥラットル
- 視覚効果 - 製作：ダニエル・ルデュク
- 視覚効果 - 製作総指揮：ジェフ・バーンズ（カフェFX）
- 視覚効果 - 制作：ジ・オルファネイジ、カフェFX、ハイブライド・テクノロジーズ
- スタント指導：ジェフリー・J・ダッシュナウ
- カメラ操作：ロバート・ロドリゲス
- キャスティング：ベス・セプコ、メアリー・ヴァーニュー

## 作品データ
- 原題：Sin City / Frank Miller's Sin City
- 製作年：2005年
- 製作国：アメリカ合衆国
- 製作：トラブルメイカー・スタジオ
- 全米配給：ミラマックス、ディメンション・フィルムズ
- 日本配給：ギャガ
- MPAA：Rated R for sustained strong stylized violence. nudity and sexual content including dialogue.
- 映倫：R15+指定
- 日本語字幕：林完治
- 吹替演出：市来満

## 作品解説
共同監督のクレジットについては、全米監督協会 (DGA) が「1作品に『監督』としてクレジットされる者は1人に限る」とのルールを理由に許可しなかったため、ロドリゲスが一時的にDGAを脱退したという経緯がある。
原作のもつ雰囲気を再現するため、極度に明暗を強調したモノクロ映像に一部カラーが挿入される演出となっている。そのため、撮影は全編がグリーンスクリーンを利用して行われ、背景などはCGが合成されたものである。

### 音楽
CMに使われた曲は、The Servant というバンドの「Cells」という曲だが、実際にCMに使われているのはインストゥルメンタルバージョンで、ドイツ版のシングル CD「Cells」に収録されている。バンドは「このインストゥルメンタルはこの映画（『シン・シティ』）のために作った」と公式に発表しているが、サウンドトラックには収録されず、前記の唯一収録されたシングル CD は2012年現在では廃盤になっている。しかし映画公開当時よりファンからの希望が多く、The Servant の旧公式ウェブサイトで一時期会員向けに mp3 ファイルを無料公開していた。この曲は『トランスポーター2』のワンシーンでも使われているが、同作のサウンドトラックにも未収録である。

## 日本版

### イメージソング
- 「Violet Sauce」安室奈美恵

### DVD / BD
初回版はジェネオン エンタテインメントより、2015年以降の発売アイテム（スタンダード・エディションDVD、BD）はギャガより発売。
- シン・シティ スタンダード・エディション（DVD1枚組、ジェネオン版は2006年6月23日、ギャガ版は2015年7月2日に発売）
  - 映像特典
    - メイキング
    - 特殊メイク解説
    - スペシャル・ゲスト監督タランティーノ
    - オリジナル版予告編・日本版予告編集
- シン・シティ プレミアム・エディション（DVD2枚組、2006年6月23日発売）
  - ディスク1：本編DVD
    - 音声特典
      - オーディオコメンタリー1（ブルース・ウィリス×ロバート・ロドリゲス×クエンティン・タランティーノ）
      - オーディオコメンタリー2（フランク・ミラー×ロバート・ロドリゲス）

  - ディスク2：特典DVD
    - メイキング
    - 監督フランク・ミラー
    - スペシャル・ゲスト監督タランティーノ
    - 車について
    - 小道具について
    - 特殊メイク解説
    - 衣装について
    - オリジナル版予告編・日本版予告編集
    - ロバート・ロドリゲスの映画教室
    - オール・グリーン・バージョン
    - タランティーノの演出
    - 「シン・シティ」ライブ・コンサート
    - ロバート・ロドリゲスの料理教室

  - 初回限定特典
    - ブックレット（8ページ）
    - 特製アウターケース
- シン・シティ コンプリートBOX（DVD3枚組、2007年6月22日発売・完全初回限定生産）
  - ディスク1：本編DVD（プレミアム・エディション：ディスク1と同様）
  - ディスク2：特典DVD1（プレミアム・エディション：ディスク2と同様）
  - ディスク3：特典DVD2
    - リカット・ストーリーズ
      - The Customer is always right
      - The hard Goodbye
      - The Big Fat Kill
      - That Yellow Bastard

    - 2005カンヌ映画祭プレミア映像
    - 来日映像
    - ロバート・ロドリゲス監督のトラブルメイカースタジオ訪問映像
    - Sin-Chroni-City「シン・シティ」バーチャル映像

  - 封入特典
    - 原作コミック「THAT YELLOW BASTARD」日本語翻訳版
    - 解説書（20P）
    - スペシャル・トレーディング・カード（16枚組、日本公開時に前売券特典として使用されたものと同様）
    - オリジナル・サウンドトラックCD
    - オリジナルスクリーンセイバー&壁紙集CD-ROM

  - 特製アウターケース付きデジパック仕様
- シン・シティ ブルーレイ版（1枚組、ジェネオン版は2008年12月5日、ギャガ版は2015年7月2日に発売）
  - 映像・音声特典：DVDプレミアム・エディション（2枚組）と同様

なお、本編でのブルース・ウィリスの日本語吹替はソフト版での専属だった樋浦勉が担当しているが、日本でのテレビコマーシャルの際のナレーションはテレビ版吹替を専属で担当していた野沢那智が担当している。

## 続編
ミラーは全3作と発言しており、第2作『シン・シティ 復讐の女神』が2014年に公開された。